# Barrio de Muñó
Barrio de Muñó – gmina w Hiszpanii, w prowincji Burgos, w Kastylii i León, o powierzchni 3,88 km². W 2011 roku gmina liczyła 34 mieszkańców.